# Nasi lemak
Pour les articles homonymes, voir Nasi.

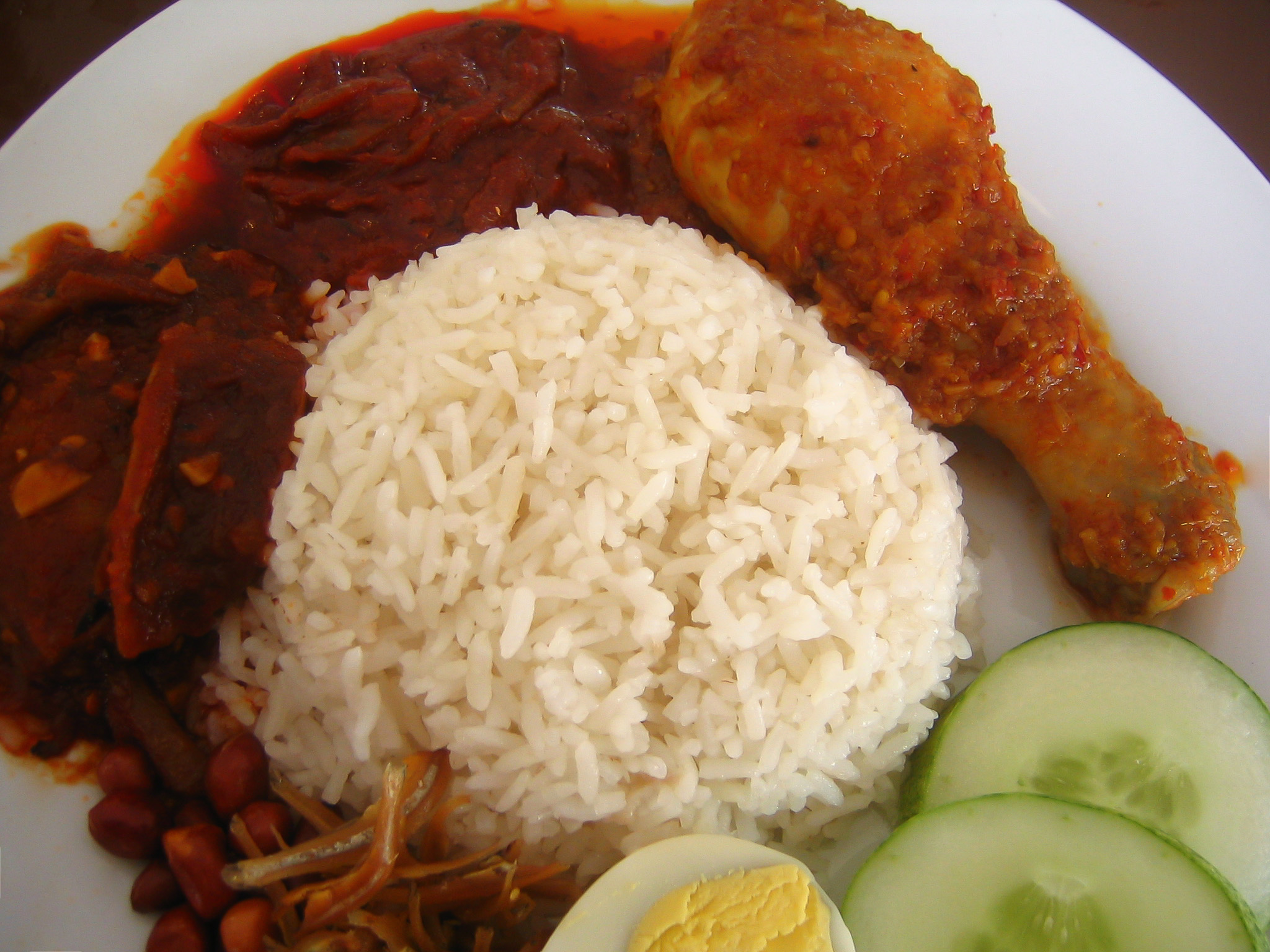
Le nasi lemak est souvent servi avec des rondelles de concombre, des anchois séchés, des cacahuètes rôties, et d'autres condiments.

Le nasi lemak est un mets de la cuisine indo-malaise traditionnelle ; on le trouve également à Singapour et au Brunei.
En malais (et en indonésien), nasi lemak veut dire, littéralement, « riz dans la crème ». C'est un riz à la noix de coco : on prépare le nasi lemak en faisant bouillir du riz dans du lait de coco. Souvent, on ajoute des feuilles de pandanus dans la mixture bouillante de façon à donner plus de parfum au plat ; on peut aussi ajouter du gingembre et de la citronnelle.
Traditionnellement, ce plat est servi avec des rondelles de concombre, des anchois séchés (ou ikan bilis), du liseron d'eau, des cacahuètes rôties, du sambal et/ou des légumes marinés. On peut aussi l'accompagner de viande, surtout de poulet, et des œufs durs.
Le nasi lemak se consomme aussi bien au déjeuner qu'au dîner. On le sert soit dans une assiette, soit emballé dans une feuille de bananier à laquelle on donne une forme pyramidale, pour l'emporter.